# Stögersbach (Gemeinden Dechantskirchen, Friedberg)
Stögersbach ist ein Ort mit 385 Einwohnern in der Steiermark, Österreich. Er liegt im Bezirk Hartberg-Fürstenfeld und wird durch den namensgebenden Stögersbach geteilt. Die westliche Ortshälfte mit 245 Einwohnern gehört zur Gemeinde Dechantskirchen und die östliche Ortshälfte mit 132  Einwohnern (Stand: 1. Jänner 2024) zur Gemeinde Friedberg.

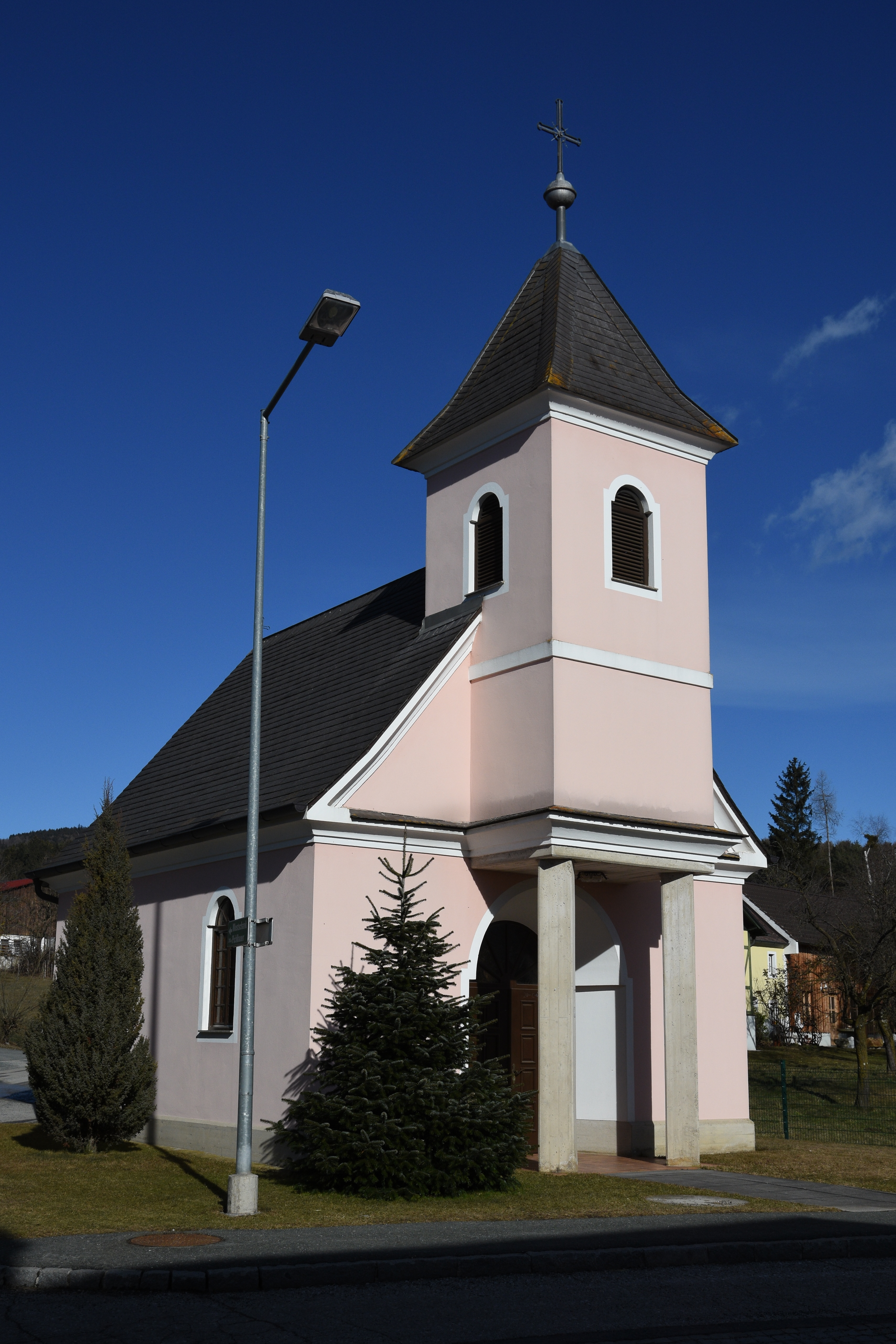
Kapelle Stögersbach (Gemeinde Dechantskirchen)

Stögersbach liegt auf ca. 540 m Seehöhe, an der Südseite des Hilmbergs, eines gegen Osten abfallenden Ausläufers des Hochkogels, wo sich das Land bereits ins burgenländische Hügelland verflacht, und ist von Feldern, Wiesen und Obstbäumen umgeben.

## Persönlichkeiten
- Wilhelm Figl (* 1938), Generalleutnant